# ガブロヴォ・ユーモア
ガブロヴォ・ユーモア（ブルガリア語:Габровски хумор / Gabrovski Humor）は、ブルガリアの都市ガブロヴォに関するユーモアやジョークの総称である。ブルガリアでガブロヴォは、ユーモアの街として知られている。

## 概説
ガブロヴォ・ユーモアに見られるジョークは一般に、ガブロヴォの人々が守銭奴であるとするステレオタイプと、彼らが隣接する街セヴリエヴォに対して有する対抗意識に関連している。20世紀後半、ガブロヴォには「ユーモアと風刺の館」（Дом на хумора и сатирата / Dom na humora i satirata、en、公式サイト）が開設され、国際的なユーモアと風刺の首都を自称している。
ガブロヴォ・ユーモアによれば、
1. ガブロヴォの人々は節約と商売に長けており、彼らによって経済は回っている。
2. ガブロヴォの人々はいかにして無から多くのものを作り出すかを知っており、そうした術は世代から世代へと無言のうちに継承されている。
3. 彼らの先祖たちは、お金に対する厳しい注意と抜け目なさを磨きあげてきた。

とされる。ガブロヴォ・ユーモアの根幹を成し、発展に寄与してきたこのような見方は、次のような多くのアネグドートによって作り上げられてきた。

## ガブロヴォの人々
ガブロヴォの人々は……
- ネコのしっぽを切る。そうすれば、ネコがドアから出入りするときに、すばやくドアを閉じることができ、暖房熱を節約できる。そのため、しっぽのない黒いネコは長い間ガブロヴォのシンボルになっている。
- タマゴに蛇口を取り付け、必要な分だけ使う。スープのためにタマゴまるごと1個使うのはもったいない!
- 夜になると、時計を止める。機構の磨耗を防ぐためである。
- ロバの鼻先に緑色の眼鏡をつける。鉋の削りくずを牧草と錯覚させて食べさせるため。
- 工房と市場では汗をかいている。ただし市場で汗をかくのは安売りのときだけ。
- 来客をお茶に招くとき、ナイフをよく熱しておく。来客にバターを使われないため。
- 煙突掃除の費用を省くため、煙突の中をネコに歩かせる。
- どこかで最新のニュースがようやくヘッドラインに上る頃、ガブロヴォではとっくの昔に当たり前。

## 有名なガブロヴォ・ジョーク
- あるガブロヴォ人が隣人のもとを訪れ、尋ねた。

「やあ、隣人よ。実は大きな問題を抱えているんだ。15人の来客を招待しなければいけないが、イスは10脚しかない。イスは余っているかな」
「ああ。問題ない」隣人は答えました。
「すばらしい。じゃあ5人はそちらに行ってもらうよ」
- ガブロヴォの人々はなぜ冷蔵庫を買わないのか。

答え: 扉を閉めた後も、明かりが点っているかも知れないから。
- なぜガブロヴォの結婚式では、人々は靴下履きで踊るのか。

答え: 隣の町（セヴリエヴォ）から聞こえてくる音楽で踊るため。
- なぜガブロヴォの人々は本を読む間、ずっとランプをつけたり消したりするのか。

ページをめくる間のエネルギーの無駄を省くため。